# Stevie McCrorie
Stevie McCrorie, né le 23 mars 1985 à Stirling, est un auteur-compositeur-interprète écossais. 
Il a été découvert en remportant la quatrième saison de The Voice UK en 2015. Pompier de profession, il a été auditionné en interprétant All I Want de Kodaline, faisant se retourner les quatre coaches.
Son premier single, Lost Stars, atteint la première place des classements en écosse, la sixième au Royaume-Uni et se place quatre-vingt-septième en Irlande. Après sa victoire, il se produit lors du festival T in the Park 2015 (en).

## Biographie

### Jeunesse
Stevie McCrorie est né à Stirling en 1985. Il  a passé ses premières années à Denny et retourne à Stirling pour son lycée.
En 2013, il faisait partie du Scottish Fire and Rescue Service.

### Carrière

#### 2010-2015:These Old Traditions
McCrorie a commencé sa carrière avec le groupe Scruffy Kid en arrivant à la deuxième place lors du concours des écoles écossaises. Il prend aussi part à des groupes tels que Feelings Pass, The Goodnight Story, CITY et Voom Club avant de transformer le nom du groupe en Stevie and the Moon. Ils publient alors un double single A Wolves and Rainbows puis These Old Traditions en 2010.
Stevie and the moon se dissout le lendemain de leur dernière représentation au Festival Falkirks 20 Rocks le 16 juin 2013. Avant la séparation, McCrorie et son groupe avaient connus le succès en jouant au festival T in the Park 2010, au festival Wickerman ou encore au BBC Radio 1 Live Lounge.

#### 2015-2016:The Voice UK
En 2015, McCrorie auditionne pour la Saison 4 de The Voice UK avec All I Want de Kodaline. Il obtient que les quatre coachs se retournent. Il choisit de rejoindre l'équipe de Ricky Wilson.
Il passe toutes les épreuves du concours et remporte l'émission le 4 avril 2015, face à la chanteuse d'opéra Lucy O'Byrne.
| Effectué              | Chanson                                              | Artiste original             | Résultat                       |
| --------------------- | ---------------------------------------------------- | ---------------------------- | ------------------------------ |
| Auditions à l'aveugle | All I Want                                           | Kodaline                     | Rejoint l'équipe Ricky Wilson  |
| Battles               | Demons (contre Tim Arnold )                          | Imagine Dragons              | Vainqueur                      |
| K.O.                  | I Still Haven't Found What I'm Looking For           | U2                           | Passe vers les shows en direct |
| Semaine 1             | All Through the Night                                | Cyndi Lauper                 | Sauvé                          |
| Semaine 2             | Bleeding Love                                        | Leona Lewis                  | Avancée                        |
| Semaine 2             | Stay With Me (avec Ricky Wilson et Emmanuel Nwamadi) | Faces                        | Avancée                        |
| Finale                | I'll Stand by You                                    | The Pretenders               | Vainqueur                      |
| Finale                | Get Back(avec Ricky Wilson)                          | The Beatles et Billy Preston | Vainqueur                      |
| Finale                | All I Want                                           | Kodaline                     | Vainqueur                      |
| Finale                | Lost Stars                                           | Adam Levine                  | Vainqueur                      |

#### 2016 à 2019:Big Worldet tournée
Le 5 avril 2015, le lendemain de sa victoire, McCrorie sort son premier single, une reprise de Lost Stars, écrite par Gregg Alexander, Danielle Brisebois, Nick Lashley et Nck Southwood. La chanson atteint la 1re place des charts écossais et la 6e des charts britanniques.
Son deuxième single, My Heart Never Lies est sorti en novembre 2015. Il atteint la 51ème place du Scottish Singles Chart.

### Vie privée
McCrorie est marié à Amy Laverty McCrorie avec laquelle il a deux filles, Bibi et Sunny. Il a deux frères : Michael et Paul ainsi qu'une sœur, Nadia.

## Discographie

### Albums
| Titre                | Détails                                                                                    | Place la plus haute dans les charts | Place la plus haute dans les charts | Place la plus haute dans les charts   |
| Titre                | Détails                                                                                    | Royaume-Uni                         | Ecosse                              | Royaume-Uni (Classement Indépendants) |
| -------------------- | ------------------------------------------------------------------------------------------ | ----------------------------------- | ----------------------------------- | ------------------------------------- |
| These Old Traditions | - Sortie : 4 avril 2010 - Label : auto-publié - Formats : téléchargement numérique, CD     | -                                   | -                                   | 48                                    |
| Big world            | - Sortie : 8 janvier 2016 - Label : Decca Records - Formats : téléchargement numérique, CD | 35                                  | 4                                   | -                                     |

### Singles
| Année | Titre               | Meilleur classement | Meilleur classement | Meilleur classement | Album             |
| Année | Titre               | Royaume-Uni         | Écosse              | Irlande             | Album             |
| ----- | ------------------- | ------------------- | ------------------- | ------------------- | ----------------- |
| 2010  | Wolves / Rainbows   | -                   | -                   | -                   | Non-album singles |
| 2011  | Light               | —                   | —                   | —                   | Non-album singles |
| 2015  | Lost Stars          | 6                   | 1                   | 87                  | Non-album singles |
| 2015  | My Heart Never Lies | —                   | 45                  | —                   | Big World         |
| 2017  | I Am Alive          | —                   | 69                  | —                   | Non-album singles |
| 2018  | All I Want          | —                   | 35                  | —                   | Non-album singles |
|       |                     |                     |                     |                     |                   |